# 코토로슬강

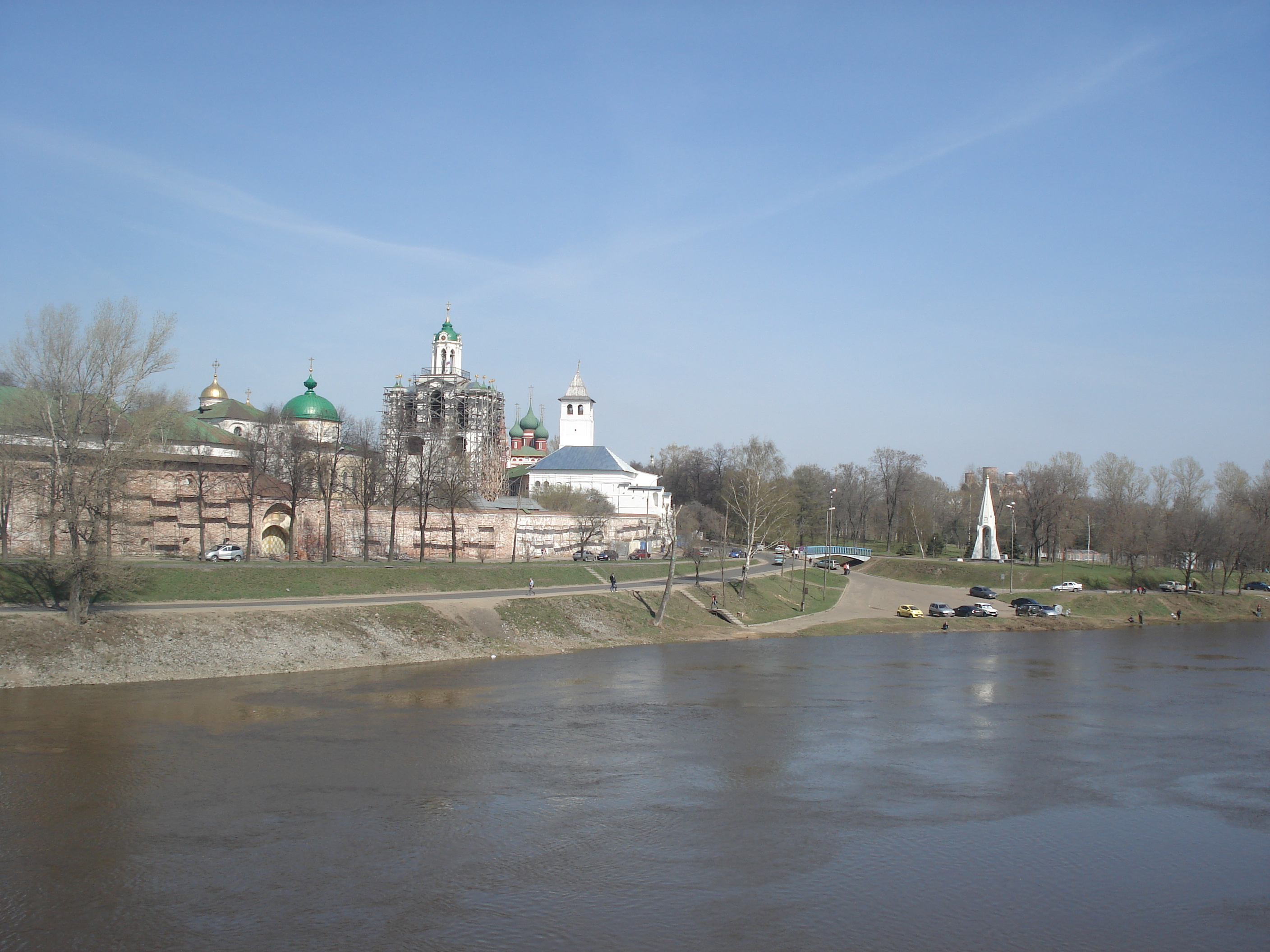

코토로슬강(러시아어: Ко́торосль)은 야로슬라블주의 강으로 볼가강에 면해 있다.
코토로슬강의 도시: 가브릴로프얌, 야로슬라블